# Recaro
 (août 2023).
RECARO GmbH & Co. KG, ou plus simplement « Recaro », est une société allemande basée à Kirchheim unter Teck dans les environs de Stuttgart. La société est connue pour ses sièges baquets, souvent utilisés dans des voitures de sport et en compétition automobile.

## Historique
Fondé en 1906 par l'Allemand Wilhelm Reutter sous le nom de « Reutter Carosserie-Werke » (Atelier de carrosserie Reutter), le groupe s'est construit un nom en tant que constructeur de carrosseries de limousines dans les années 1920. En 1930, l'entreprise se développe et fabrique la carrosserie de la Volkswagen Coccinelle et, en 1949, Porsche commence à travailler avec le groupe pour équiper ses voitures sportives.

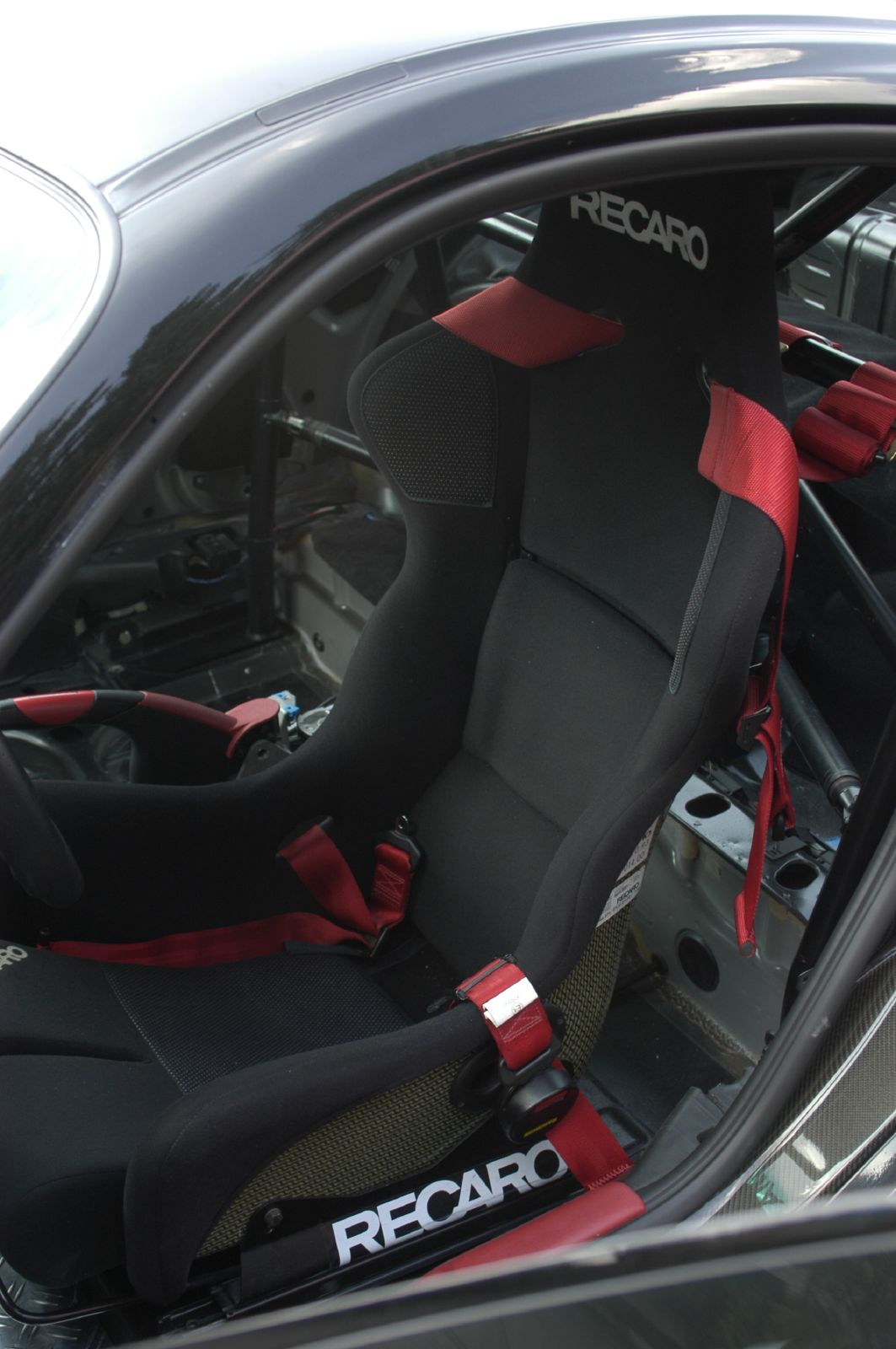
Sièges sport dans la Gemballa GTR 600 Evo

Avec l'émergence de nouvelles méthodes de fabrication industrielles, le marché de la carrosserie est affecté dans les années 1950 et Reutter connait des temps difficiles. En 1963, Porsche reprend l'usine de carrosserie. L'entreprise est renommée Recaro GmbH & Co (« Recaro » est la contraction de Reutter et carosserie), et se spécialise sur le marché des sièges haut de gamme.
Le groupe produit à la fois des sièges première monte pour Porsche et une gamme séparée pour les sièges dits « aftermarket » (de deuxième monte). En 1969, à cause de difficultés économiques, la famille Reutter vend l'entreprise à trois groupes : Keiper, Huber & Wagner, et Metzeler. En 1983, Keiper rachète toutes les parts de Recaro et fonde Keiper Recaro GmbH & Co à Kirchheim unter Teck, près de Esslingen am Neckar en Allemagne.
Dans les années 1990, en Allemagne, pays d'origine de la marque, l'entreprise est rebaptisée « RECARO GmbH & Co. KG » et le groupe se développe dans le reste du monde avec la création de Recaro North America Inc aux États-Unis dans le comté d'Oakland (Michigan), Recaro UK Ltd en Angleterre à Birmingham, Recaro South East Asia en Malaisie à Kuala Lumpur, Recaro Japan Co Ltd au Japon à Kyoto, et Recaro France à La Rochelle. 
En juillet 2024, l'entreprise dépose une demande de mise en faillite et une procédure de redressement judiciaire est amorcée,.

## Activités
On trouve les sièges de la marque dans une grande variété de voitures, allant de modèles Aston Martin aux modèles sport d'Audi, en passant par la nouvelle Volkswagen Coccinelle. Le groupe produit aussi des fauteuils roulants ainsi que des sièges d'avions pour les compagnies aériennes, des sièges-autos pour enfants, des sièges pour le train à grande vitesse japonais Shinkansen, des sièges de bureau. Les sièges de la marque sont utilisés dans les tribunes VIP et sur les bancs de touche de nombreux stades de football européens.
Les sièges Recaro sont aussi utilisés dans les poids lourds, les bus, et les chars de combat Leopard 2. La société hollandaise Sun Marine Seats fabrique également la gamme Recaro Maritime spécialisée dans le domaine des sièges de bateau.
Certains sièges peuvent être dotés en option de coussins gonflables de sécurité (« airbags ») latéraux et/ou d'un système de chauffage.
Via sa filiale aéronautique Recaro Aircraft Seating (créée en 1971 sous le nom de Recaro Aircomfort), l'entreprise fabrique également des sièges pour les aéronefs commerciaux modernes, avec une gamme de produit allant des courts et moyen courriers comme l'Airbus A320 ou le Boeing 737 aux long courriers, notamment avec des sièges de type « business » utilisés sur l'Airbus A350 ou le Boeing 777. À partir de 1983, toute la production a lieu à Schwäbisch Hall. En plus de son siège social à Schwäbisch Hall, Recaro Aircraft Seating GmbH & Co. KG possède des usines de production en Pologne, en Afrique du Sud, aux États-Unis et en Chine.
En 2004, Recaro Aircraft Seating a pris le contrôle d'AAT Composites en Afrique du Sud, une entreprise qui fabrique des produits en composites de fibres pour l'industrie de l'aviation.

## Voitures équipées d'origine de sièges Recaro

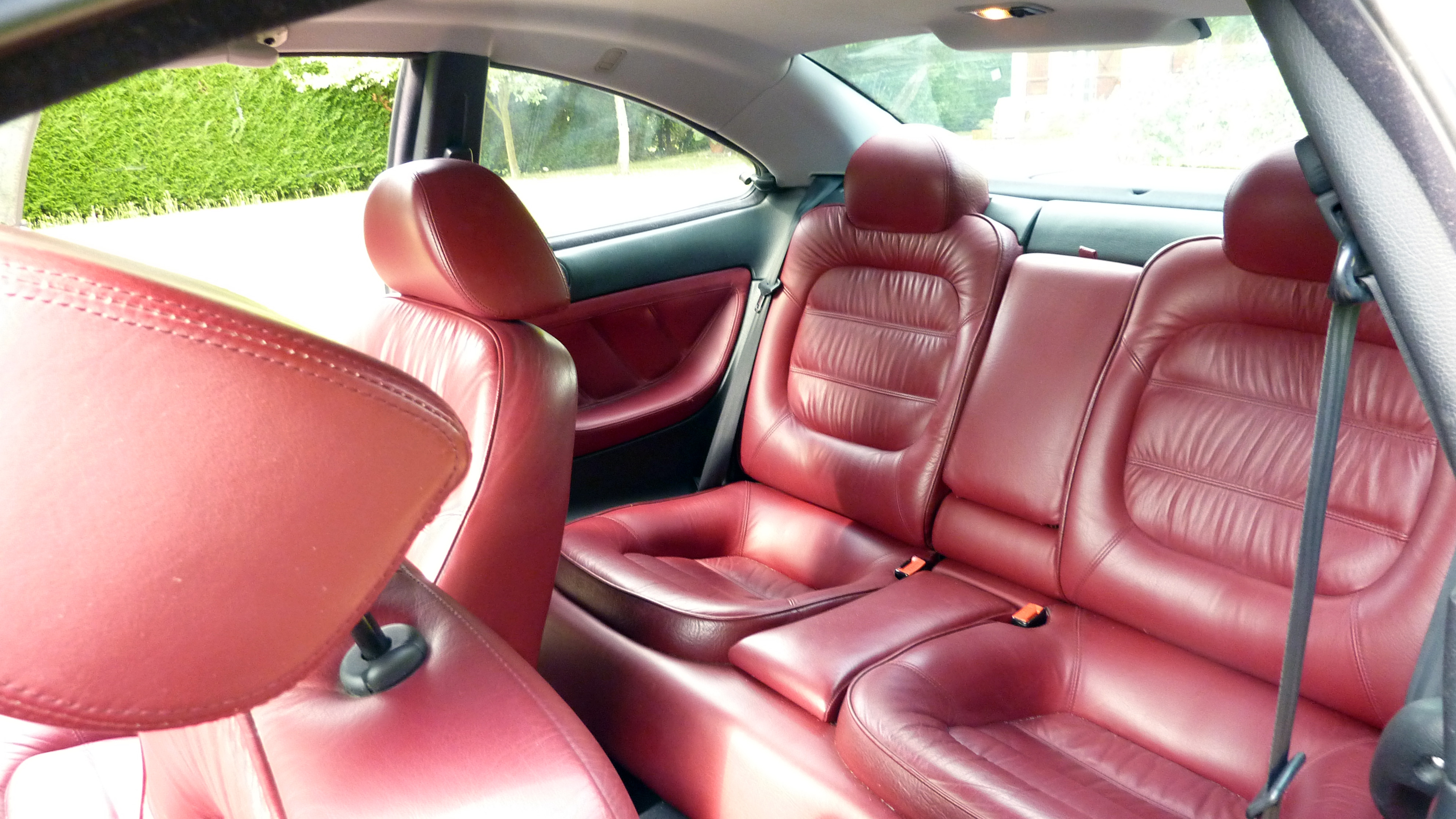
Sièges Recaro à bord d'une Peugeot 406 Coupé.

Liste non exhaustive de voitures équipées de sièges Recaro d'origine :
- Alfa Romeo : Alfa Romeo Milano (Verde edition), 33/155 16V 4x4,75 (édition limitée 2.0 T.Spark), 156, 164 (aussi Q4)
- Aston Martin : DB9, Vantage[Laquelle ?], Vanquish
- Audi : Sport Quattro, S3, A4, S4, RS2, RS4, A6, S6, RS6, TT, R8
- BMW : Mini John Cooper Works
- BMW : 2002Tii, E21 3-series Sport, E30 M3 Sport Evo et E34 M5 Winkelhock and 20 Jahre Editions
- Bufori : La Joya Mk3
- Cadillac : 2009 CTS-V
- Chevrolet : Chevrolet Cobalt SS Supercharged Coupe
- Callaway : Callaway C16
- Dodge : Dodge Magnum 400 et Magnum Turbo
- Ferrari : 599 GTB Fiorano
- Fiat : Coupe Limited Edition, Turbo Plus
- Ford : Escort RS Turbo, RS Cosworth, RS2000 et Sondermodell Michael Schumacher Edition, Focus Mk1 ST170 & SVT, Focus Mk2 ST & RS, Focus Mk3 RS, Mondeo ST200 and ST220, 2000 Mustang, Puma S, SVT Cobra (en) R
- Honda : Accord Type-R, Civic Type-R, Integra Type-R, NSX, Odyssey, S2000
- Isuzu : VehiCross
- Jaguar : XK8/XKR
- Lamborghini : Gallardo
- Lancia : Lancia Delta HF Integrale
- Mazda : MX-3, MX-5, RX-7 Spirit R Type-A, RX-8 2009 RX-8
- Mercedes-Benz : 190E 2.3-16, 500E, CLK 63 AMG Black Series
- Mitsubishi: Lancer Evolution, eK Sport,Mirage Cyborg ZR
- Nissan : Nissan 300ZX (Z31)
- Opel : Corsa OPC, Meriva OPC, Kadett D SR Models, Kadett E Frisco, Astra H OPC, Zafira OPC, Vectra OPC, Omega A Evo, Monza GSE
- Peugeot : Peugeot 406 Coupé
- Pontiac : Trans Am
- Porsche : 911, 911 GT2, 911 GT3, 968, Boxster, Carrera GT, Cayman
- Proton : Proton Satria GTi
- Renault : Megane II RS, Clio III RS, Megane III RS
- Saab : 900R 1996
- SEAT : Leon Cupra R
- Subaru : Impreza STi S204
- Suzuki : Ignis Sport
- Toyota : Caldina (en), Supra JZA70
- Vauxhall : Vauxhall Vectra Super Touring & GSi
- Volkswagen : Polo 6N Colour Concept, New Beetle RSi, Mexican Caribe GT, Golf Mk1 GT, GTS and GTi, Golf Mk4 GTI, Golf Mk5 GTI, Golf Mk5 R32, Jetta GLI, Sedán Europa Edition 1.